# St. Stephan (Steindorf)

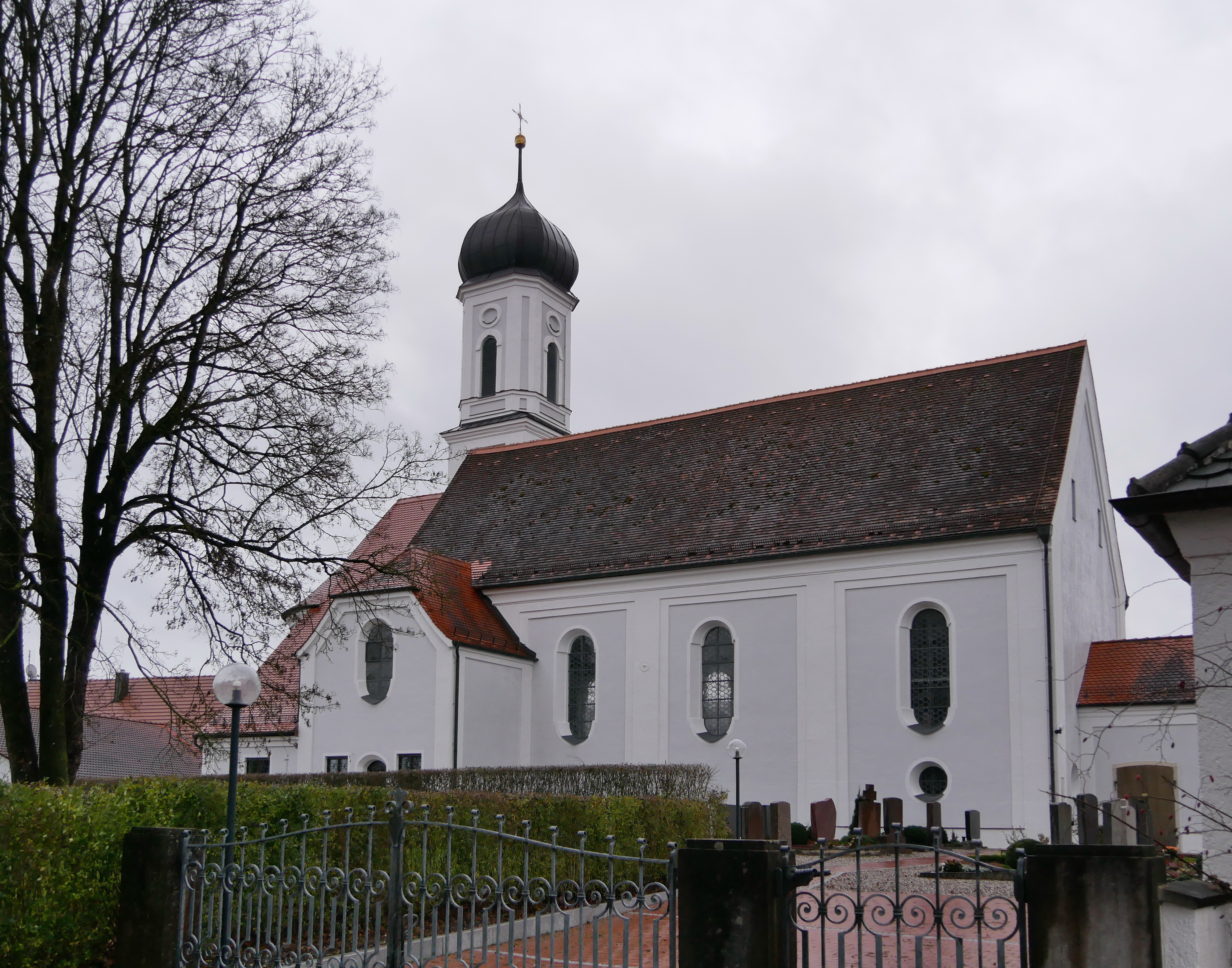
St. Stephan in Steindorf

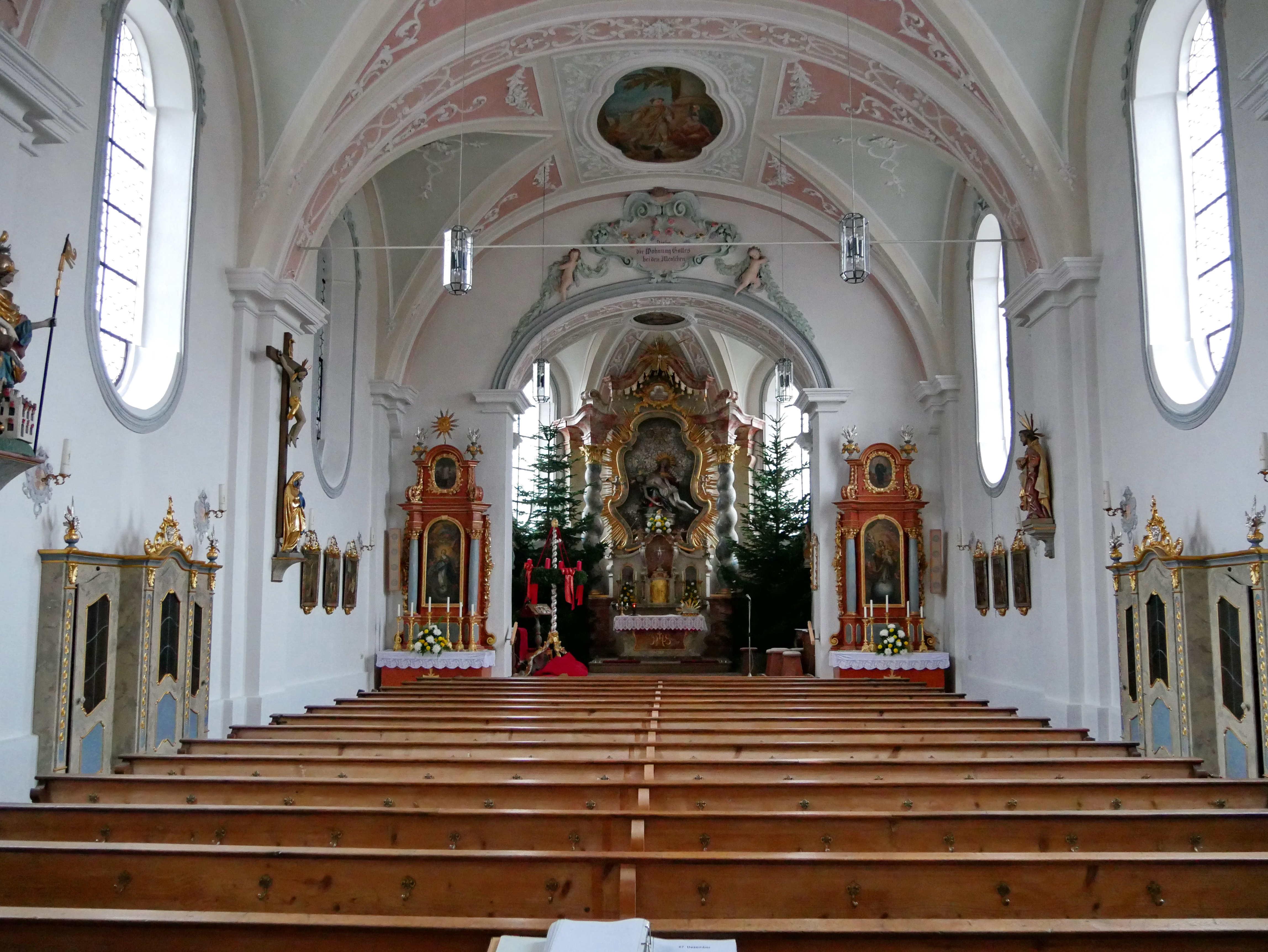
Innenraum

Die römisch-katholische Pfarrkirche St. Stephan steht in Steindorf, einer Gemeinde im schwäbischen Landkreis Aichach-Friedberg von Bayern. Das Bauwerk ist in der Liste der Baudenkmäler in Steindorf (Schwaben) als Baudenkmal unter der Nr. D-7-71-168-1 eingetragen. Die Pfarrei gehört zum Dekanat Aichach-Friedberg des Bistums Augsburg.

## Beschreibung
Die Saalkirche wurde anstelle des Vorgängerbaus von 1467 nach Plänen von Giovanni Antonio Viscardi 1700/01 erbaut. Sie besteht aus einem Langhaus, einem eingezogenen, halbrund geschlossenen Chor im Osten, einer Sakristei an der Nordwand und einem Chorflankenturm auf quadratischem Grundriss an dessen Südwand, der mit einem Geschoss mit abgeschrägten Ecken aufgestockt und mit einer Zwiebelhaube bedeckt wurde. Das Langhaus wurde 1868/69 nach Westen verlängert. Der Innenraum des Langhauses ist mit einem Stichkappengewölbe überspannt. Der barocke Hochaltar wurde 1968 aufgestellt. Auf dem Altarretabel ist eine Pietà von 1726 dargestellt. Die Seitenaltäre, die den Chorbogen flankieren, wurden von der Schlosskirche des Schlosses Höhenried übernommen. Die Orgel wurde Max Josef Offner gebaut.